# Illegal in Blue
Illegal in Blue es una película de acción, crimen y suspenso erótico lanzada directamente a video de 1995 dirigida por Stu Segall y protagonizada por Stacey Dash y Dan Gauthier.

## Sinopsis
Un policía que se toma una licencia personal después de presenciar el robo de dinero de la propiedad de la policía se involucra con una hermosa cantante que pudo haber matado a su esposo.

## Reparto
- Stacey Dash como Kari Truitt[3]
- Dan Gauthier como Chris Morgan[3]
- Louis Giambalvo como el teniente Cavanaugh[3]
- Trevor Goddard como Mickey Fuller[3]
- Michael Durrell como Michael Snyder[3]
- Sandra Dee Robinson como Joanne[3]
- David Groh como DA Frank[3]
- Michael Cavanaugh como el teniente Lyle[3]